# Paradise in Me
Paradise in Me is het tweede album van de Belgische rockgroep K's Choice.

## Historiek
Het kwam uit in augustus 1996 op het label van Sony BMG en betekende de grote doorbraak van de band.
In Vlaanderen bereikte Paradise in Me de eerste plaats in de hitlijsten, in Nederland stond het album 89 weken in de top 100.
De eerste single van het album, Not an Addict, groeide uit tot een grote hit en bleef ook naderhand het bekendste nummer van K's Choice. Ook Mr. Freeze, A Sound that only You Can Hear, Iron Flower, Wait en Dad verschenen nog op single.

## Nummers
1. "Not an Addict" – 4:50
2. "A Sound that only You Can Hear" – 4:15
3. "White Kite Fauna" – 4:59
4. "Mr. Freeze" – 4:23
5. "Song for Catherine" – 3:02
6. "To this Day" – 4:13
7. "Iron Flower" – 4:34
8. "Wait" – 5:04
9. "Paradise in Me" – 2:05
10. "My Record Company" – 3:42
11. "Only Dreaming" – 3:53
12. "Dad" – 3:04
13. "Old Woman" – 1:55
14. "Something's Wrong" (live) – 3:43

## Artiesten
- Gert Bettens – zang, gitaar
- Sam Bettens – zang, gitaar
- Jean Blaute - basgitaar, gitaar, keyboard, producer
- Vincent Pierins - basgitaar
- Evert Verhees - basgitaar
- Erik Verheyden - basgitaar
- Bart Van Der Zeeuw - Percussie, drums
- David Haas - gesproken woord